# Yuri Kornéyev
Yuri Ivánovich Kornéyev, en ruso: Юрий Иванович Корнеев (nacido el 26 de marzo de 1937 en Moscú, Rusia y muerto el 17 de junio de 2002 en Moscú, Rusia) fue un jugador soviético de baloncesto. Consiguió 5 medallas en competiciones internacionales con la Unión Soviética. 